# Bataille de Staoueli
Conquête de l'Algérie par la France
La bataille de Staoueli eut lieu le 19 juin 1830 entre la France, et la régence d'Alger, pendant que la France essayait de prendre le contrôle de la capitale.

## Déroulement
Les troupes françaises sont restées en attente de matériel de siège, qui tarde à arriver. Pendant ce temps, les troupes de la Régence d'Alger se renforcent, s'établissent au campement de Staoueli et consolident leurs lignes face aux Français, avec quelques batteries au centre de leurs positions.
L'attaque est déclenchée le 19 juin: elle est repoussée au bout de quelques heures par les Français qui s'emparent de l'artillerie algéroise et du campement de Staoueli, où ils s'établissent.